# Ella Halvarssonová
Ella Halvarssonová (* 22. října 1999 Borlänge) je švédská reprezentantka v biatlonu.
Biatlonu se věnuje od roku 2009. Ve světovém poháru debutovala v březnu 2023 ve vytrvalostním závodě v Östersundu, kde obsadila 33. místo.
Ve světovém poháru ve své dosavadní kariéře vyhrála jeden kolektivní závod. Jejím nejlepším individuálním výsledkem je druhé místo ze zkráceného vytrvalostního závodu v Kontiolahti z prosince 2024.

## Výsledky

### Olympijské hry a mistrovství světa
| Sezóna  | Akce | Místo       | SP | SZ | HZ  | IZ | ŠT | SŠT | SZD | Věk    |
| ------- | ---- | ----------- | -- | -- | --- | -- | -- | --- | --- | ------ |
| 2024/25 | MS   | Lenzerheide | 9. | 9. | 17. | 2. | 3. | –   | 5.  | 25 let |

Poznámka: Výsledky z mistrovství světa ani z olympijských her se do celkového hodnocení světového poháru nezapočítávají.

## Vítězství v závodech světového poháru, na mistrovství světa a olympijských hrách

### Kolektivní
| Č. | sezóna    | datum              | místo               | disciplína           |
| -- | --------- | ------------------ | ------------------- | -------------------- |
| 1. | 2024/2025 | 30. listopadu 2024 | Kontiolahti, Finsko | smíšený závod dvojic |
| 2. | 2024/2025 | 26. ledna 2025     | Anterselva, Itálie  | štafeta              |